# Ohrabstand
Der Ohrabstand gibt in der Psychoakustik den Abstand der Mikrofone an, der für eine binaurale Tonaufnahme optimal ist. Dabei sollte die Mikrofonanordnung der Position der Ohren eines menschlichen Kopfes entsprechen, um einen guten Stereoeindruck zu erzeugen.

## Theorie
Der wahre Ohrabstand als Luftlinie von Trommelfell zu Trommelfell beträgt etwa 14 cm. In der Literatur wird eine Reihe von Ansätzen gemacht, um die interauralen (d. h. „von Ohr zu Ohr“-) Signaldifferenzen zwischen den beiden Trommelfellen zu berechnen. Dabei wird zur Bestimmung des „Kopfdurchmesser“ üblicherweise von einer Kugelform des Kopfes ausgegangen. Einige Autoren legen einen Ohrabstand von 17,5 cm zugrunde, was auch beim ORTF-Stereosystem verwendet wird. Das Kugelflächenmikrofon KFM 6 von Schoeps hat einen Durchmesser von 20 cm, das KFM 360 von 18 cm.
Zur Modellierung des Ohrabstands ist zu entscheiden, ob der Eingang in den äußeren Gehörgang oder das Trommelfell der richtige Messpunkt ist, ob der menschliche Kopf als Kugel angenommen wird und ob die Ohren als genau rechtwinklig zu dieser Kugel ausgerichtet sind. Die Ohrkanaleingänge sitzen etwa bei ±104° nach hinten versetzt. Der Gehörgang ist durchschnittlich 2,5 cm lang, bei einem mittleren Durchmesser von 7 bis 8 mm. Das Trommelfell liegt mit einer Neigung von etwa 45° am Ende des Gehörgangs. Die Schalldruckschwankungen im Gehörgang werden vom Trommelfell aufgenommen und über die Gehörknöchelchen auf das Innenohr übertragen.

## Messungen
Impulsmessungen am Gehörgangs-Eingang haben eine maximale Phasenlaufzeitverzögerung um den Kopf von Δt = 0,63 ms = 630 μs ergeben.
Dies entspricht gemäß
{\displaystyle \Delta t={\frac {a\cdot sin\,\theta }{c}}}
{\displaystyle \Leftrightarrow a={\frac {\Delta t\cdot c}{sin\,\theta }}}
mit
- einem Schalleinfallswinkel θ von 90°, d. h. genau von der Seite
- der Schallgeschwindigkeit c = 343 m/s bei 20 °C.

einer Wegstrecke von a = 0,216 m = 21,6 cm. Diesen Weg, der effektiv für den Schall wirksam ist, nennt man wirksamer Ohrabstand. Für die interaurale Phasenlaufzeitdifferenz IPD stellt man sich vor, dass dort zwei Druckmikrofone in gerader Linie eine „Ohr-“ bzw. Mikrofonbasis bilden.
Zur Wellenlänge λ = 21,6 cm gehört die Frequenz f = c / λ = 343 / 0,216 = 1588 Hz, also rund f = 1600 Hz. Die tiefste Frequenz, bei der eine Phasenverschiebung von φ = 180° auftritt, ist somit f = 800 Hz.

## Lokalisationsschärfe
Nicht zufällig liegt der Frequenzbereich mit der geringsten Lokalisationsschärfe zwischen 800 und 1600 Hz. Das entspricht genau dem Blauertschen richtungsbestimmenden Hinten-Band (Medianebene) sowie dem weniger empfindlichen Bereich der Kurven gleicher Lautstärkepegel um 1000 Hz.
Hier geht es um die interaurale Laufzeitdifferenz ITD, den Ohrabstand und Frequenzen, die zu λ und λ/2 gehören, also zu kopfbezogenen interauralen Signaldifferenzen beim natürlichen Hören. Diese Differenzen haben nichts mit den Interchannel-Pegeldifferenzen zu tun, die für die beiden Lautsprecher bei der Stereofonieaufnahme erzeugt werden. Die interaurale Pegel-Differenz ILD ist mit dem Schalleinfallswinkel θ sehr komplex frequenzabhängig, im Gegensatz zur interauralen Laufzeitdifferenz bzw. der entsprechenden interauralen Phasendifferenz. Die in Lateralisationsversuchen über Kopfhörer gefundenen Werte dürfen nicht für Lautsprechersignale bei Stereofonie ausgegeben werden.
Die Abschattung der Ohrmuscheln durch den Kopf mit dem Ohrabstand d = 21 cm als Hindernis ergibt einen wirksamen Schallschatten erst ab einer sehr hohen Frequenz f = 5 · 343 / 0,21 = 8200 Hz (empirische Formel mit der Schallgeschwindigkeit c = 343 m/s bei 20 °C).  Ist der Durchmesser des Hindernisses nur doppelt so groß wie die Wellenlänge, dann wird der Schall immer noch fast vollständig gebeugt.